# Feste Kaiser Franz

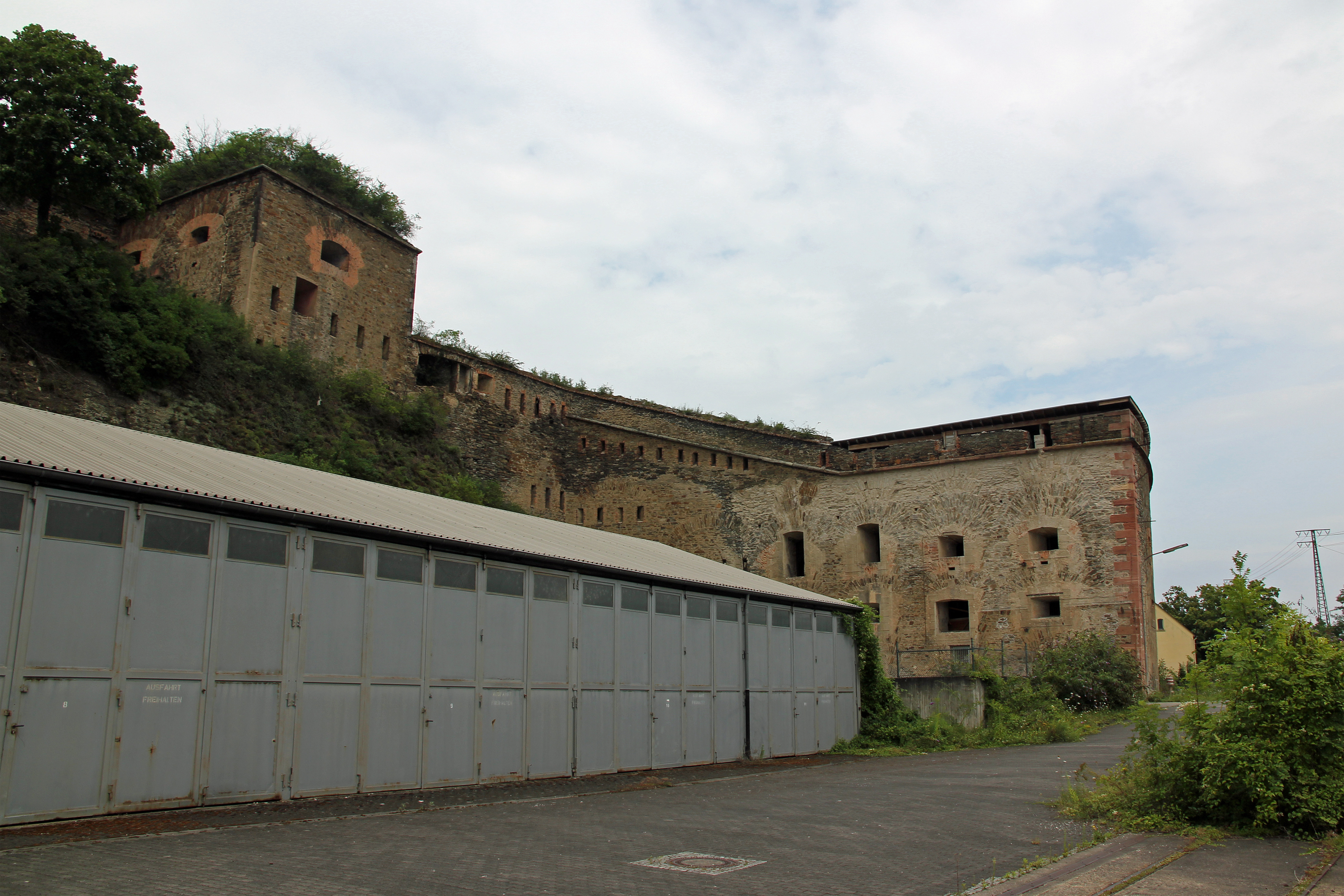
Die Feste Kaiser Franz in Koblenz-Lützel mit dem südlichen Kopfbau des Hauptreduits (links) und dem Kehlturm (rechts)

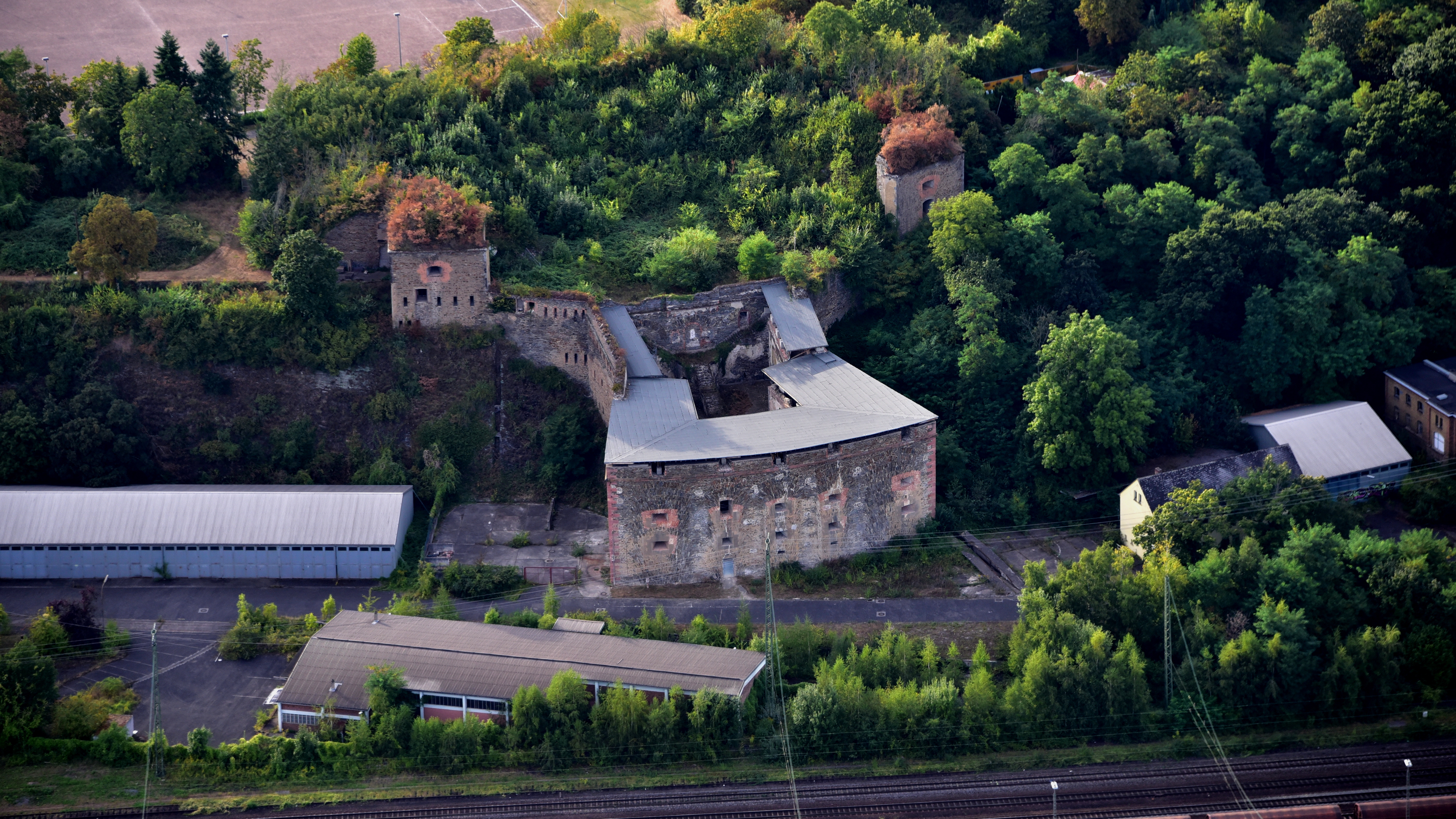
Feste Kaiser Franz, Luftaufnahme (2016)

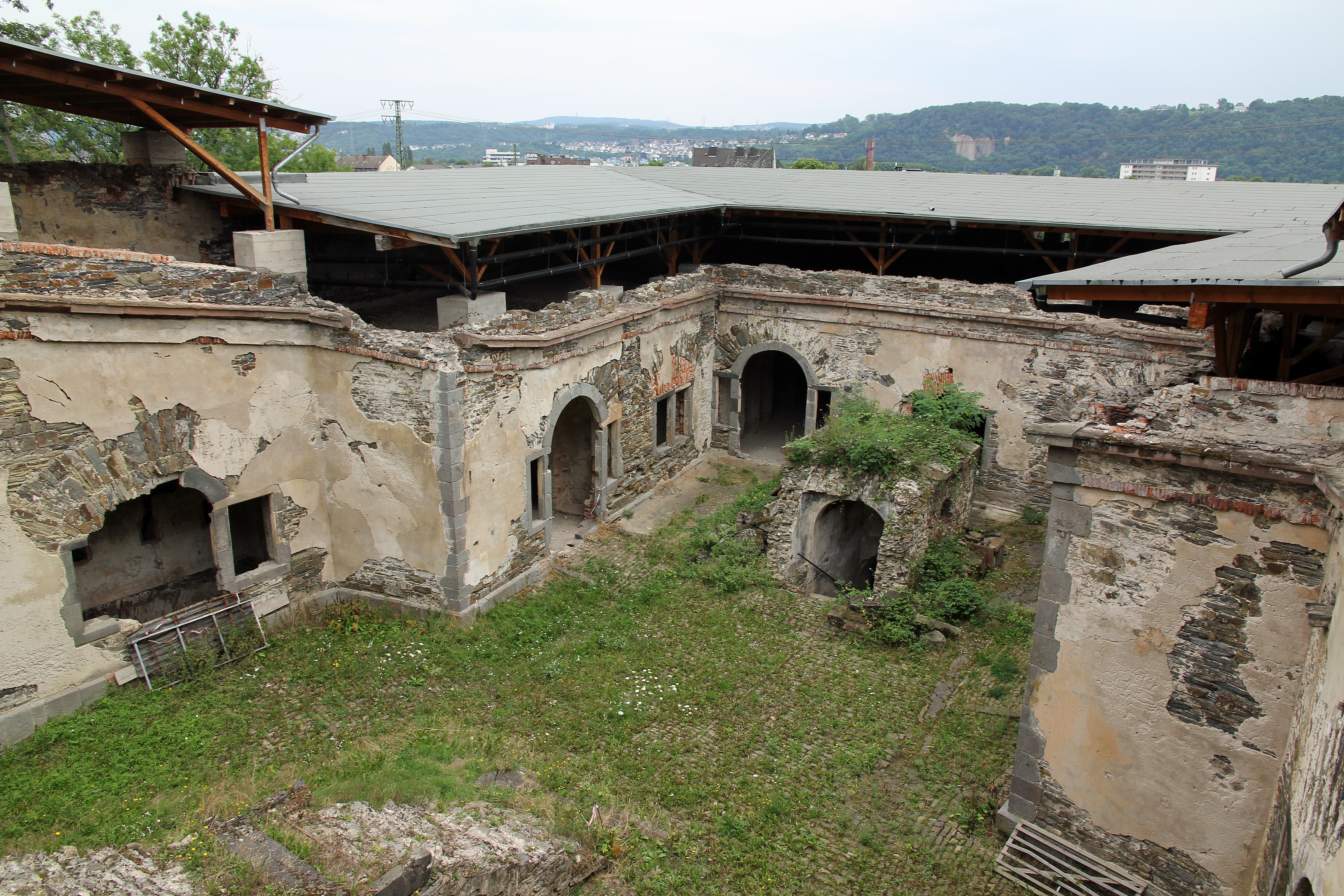
Der Innenhof des Kehlturms

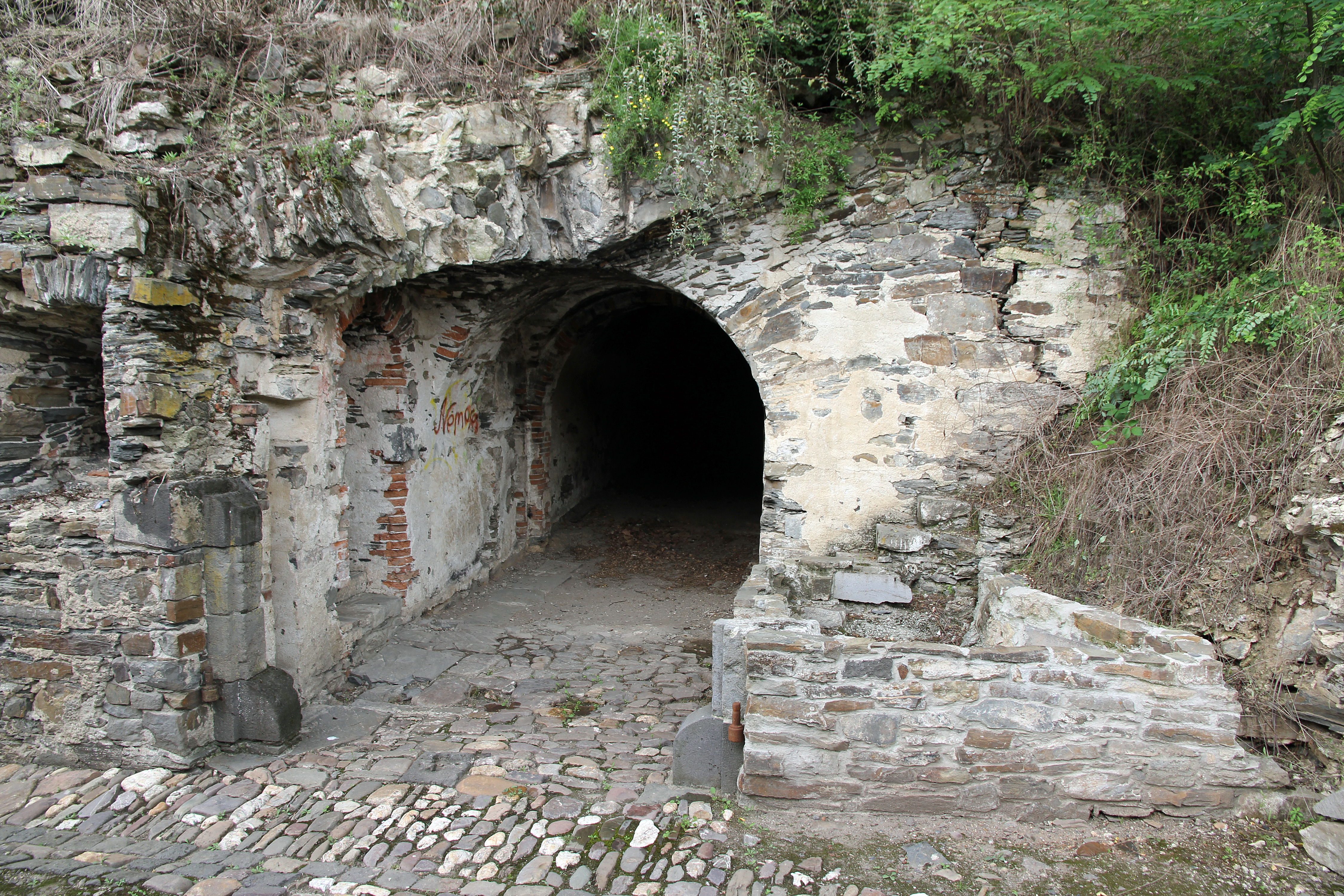
Zugang zum Hauptgraben vor dem Haupteingang

Die Feste Kaiser Franz, auch Feste Franz genannt, war Teil der preußischen Festung Koblenz und das Hauptwerk des Systems Feste Kaiser Franz. Die Festung auf dem Petersberg im heutigen Koblenzer Stadtteil Lützel wurde 1822 fertiggestellt. Nach ihrer Schleifung 1922 wurden große Überreste des Festungswerks 1959 gesprengt. Erhalten geblieben sind die beiden seitlichen Enden des halbkreisförmigen Reduits und der Kehlturm am Fuße des Petersbergs. Sie erhielt ihren Namen nach dem österreichischen Kaiser Franz I., einem Verbündeten Preußens in der Heiligen Allianz nach der Niederlage Napoleons in den Befreiungskriegen.

## Geschichte

### Errichtung und weiterer Ausbau
Der Petersberg zählte neben dem Beatusberg (heutiger Stadtteil Karthause), dem Ehrenbreitstein und dem Asterstein zu günstigen Angriffspunkten auf die Stadt Koblenz. Schon lange vor den Preußen wurde der Petersberg als strategisch wichtiger Punkt zur Verteidigung der Stadt erkannt. Im Jahr 1793 hatten die österreichische Verteidiger Schanzen auf der Petersberg gegen die heranziehenden Franzosen angelegt. Nach der Einnahme der Stadt durch die französischen Revolutionstruppen am 23./24. Oktober 1794 unter General François Séverin Marceau wurden diese Schanzen durch eine französische Befestigungsanlage ersetzt. Diese erhielt später den Namen Fort Marceau nach dem Eroberer von Koblenz, der auch in der Festungsanlage begraben war.
Diese strategische Lage des Petersbergs wurde auch von den Preußen erkannt. Schon 1814 projektierte General Ernst Ludwig von Aster dort ein Festungswerk mit bastionärem Grundriss. Am 11. März 1815 beschloss Friedrich Wilhelm III. die Neubefestigung von Koblenz und Ehrenbreitstein. Die ursprüngliche Planung von von Aster wurde allerdings von August Neidhardt von Gneisenau abgelehnt. Er bevorzugte eine Gesamtanlage aus detachierten Festungsanlagen, die leicht erweiterbar sei. Dieser Plan wurde in den Jahren 1816 bis 1822 nach konkretisierten Plänen des preußischen Ingenieuroffiziers Claudius Franz Le Bauld de Nans errichtet.
Am 16. September 1816 wurde mit Erdarbeiten zur Errichtung der Feste begonnen. Die Grundsteinlegung fand am 14. April 1817 statt. Am 24. November 1818 benannte König Friedrich Wilhelm III. bei einem Besuch die Befestigung auf dem Petersberg nach Kaiser Franz I. Am 7. Mai 1819 meldet Gotthilf Benjamin Keibel dem Preußischen Kriegsministerium, dass das Bauwerk schon in einem verteidigungsfähigen Zustand sei. Im September 1819 wurde am äußeren Reduit gemauert. Der Rest der Festung war bereits errichtet. Planierungsarbeiten waren noch zu vollziehen. Im Jahr 1822 wurden die Befestigungsarbeiten beendet und im Folgejahr wurde die Festung mit Truppen belegt.
Aufgrund von Schäden am Bau und wegen Einsturzgefahr wurde 1834–1835 die linke Kehlmauer etwa sechs Meter Richtung Innenhof versetzt. Dabei wurde die Durchfahrt in den Reduithof von Kasemattenblock 1 in den Block 2 verlegt. Weitere Maßnahmen folgten 1841–1843 mit der Stabilisierung der hangseitigen Mauer der Poterne durch Aufmauerung von neun Pfeilern, da sich Risse im Gewölbe zeigten, und 1861 mit der Trockenlegung der Grabenwehr links.

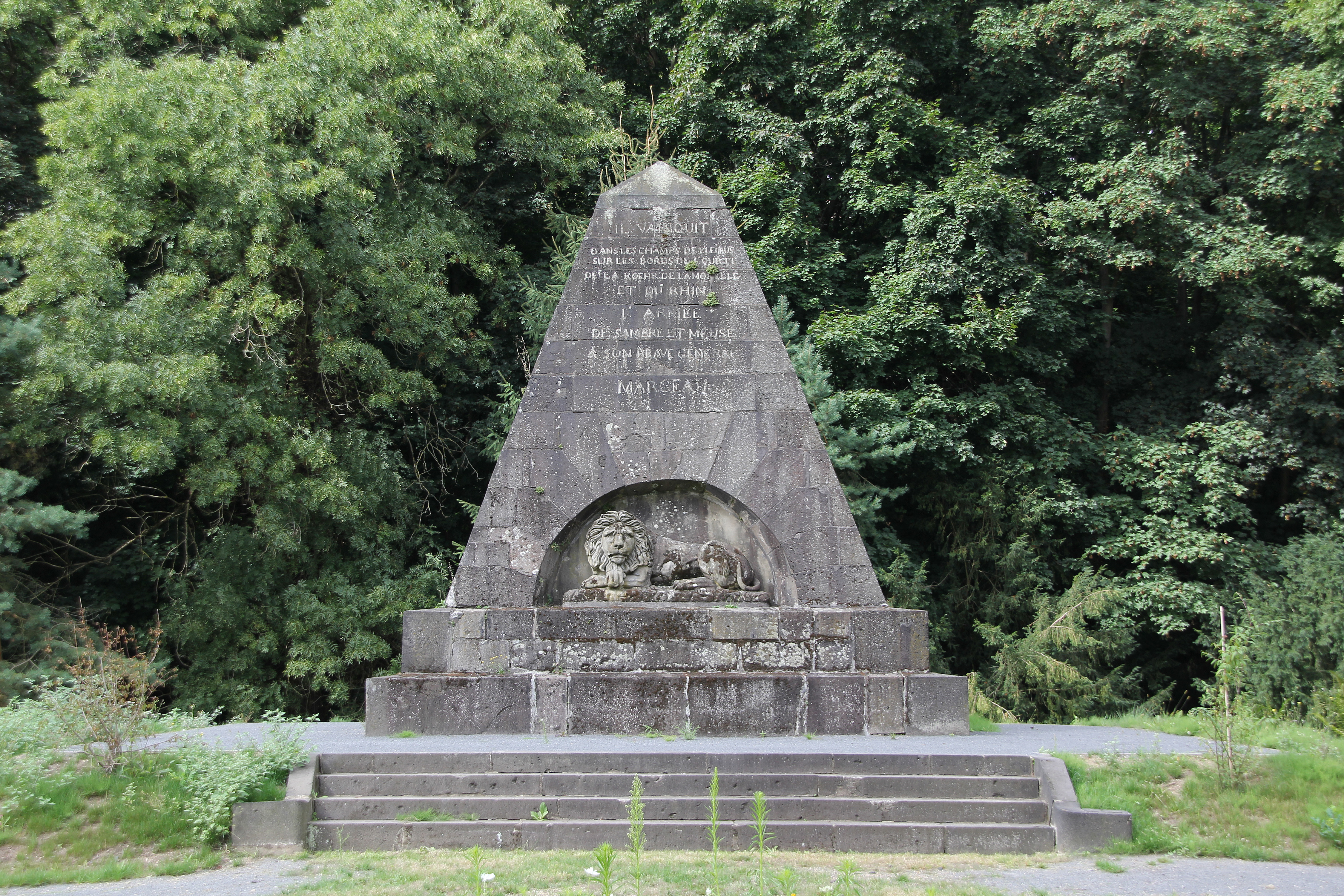
Das Marceau-Denkmal auf dem Franzosenfriedhof in Koblenz

Im Deutsch-Französischen Krieg von 1870/71 entstand auf dem Petersberg das Kriegsgefangenenlager II für französische Soldaten. Die hier gestorbenen Gefangenen wurden am Fuße des Petersberges auf dem neu geschaffenen Franzosenfriedhof im Bereich des Marceau-Denkmals beigesetzt.
Als letzte größere Umbaumaßnahmen wurde 1876–1877 das Reduit zum Werkhof hin mit einem Mantel versehen, der im Inneren durch zwei Hohlgänge begehbar war. Damit reagierten die Militärs auf die bis dahin erfolgten Verbesserungen in der Geschütztechnik.
Infolge des Deutsch-Französischen Kriegs trat die Festung Koblenz, bedingt durch den Gewinn der französischen Festungen im Reichsland Elsaß-Lothringen, in die zweite Reihe. Nachdem die linksrheinischen Teile der Festung Koblenz im Januar 1886 als minder wichtig eingestuft wurden, gab man 1890 die Festung in Lützel schließlich zusammen mit dem gesamten System Kaiser Feste Franz auf, die Anlagen blieben aber vorerst unter militärischer Verwaltung.

### Schleifung
Nach dem Ersten Weltkrieg musste auch die Feste Kaiser Franz, wie auch die anderen Koblenzer Festungswerke, in Ausführung des Artikels 180 des Versailler Vertrags entfestigt werden. Zuvor wurde sie 1919 noch mit amerikanischen Truppen belegt. Vorgesehen waren weitreichende Arbeiten wie z. B. die Beseitigung der drei Grabenwehren, die Zerstörung diverser Hohlgänge und Pulvermagazine. Bis auf die Kontereskarpe in der rechten Face und einen Teil der Mauer in der Front wurden alle Grabenmauern zerstört, die Wälle größtenteils abgetragen und in die Gräben verfüllt. Die Entfestigungsarbeiten an der Feste begannen am 6. November 1920 und waren mit der Sprengung des Verbrauchspulvermagazin 2 am 15. Oktober 1921 abgeschlossen. Am 25. November 1921 nahmen die Vertreter der Interalliierten Militär-Kontrollkommission die Zerstörungen ab. Mit der Sprengung der Decke des Kriegspulvermagazins I und der Verfüllung des offenen Hohlraums waren die Arbeiten am 20. Juli 1922 endgültig beendet. Als eindrucksvolle Reste blieben das Reduit samt Kehlturm (Reverskaponniere), das Haupttor mit der anschließenden Poterne, die Mörserbatterie im Werkhof sowie die äußere Mauer der Kommunikation zur Bubenheimer Flesche erhalten, welche noch heute aufgrund des Höhenunterschieds zum darunter liegenden Gelände als Stützmauer dient.
Auf Bestreben der Stadt wurde auch der Gebäudekomplex der Feste bestehend aus Hauptgebäude, Feuerhaus, Satz- und Schlaghaus, Arbeitsschuppen, Frauenschuppen, Patronenschuppen und Mustersammlung erhalten.

### Weitere Nutzung und Sprengung
Nach 1923 ließ die Stadt auf Kosten des Reiches 47 Wohnungen in dem erhaltenen Gebäuden einrichten. In diesen wurden unter anderem Familien untergebracht, die in reichseigenen Gebäuden gewohnt hatten, bis sie von der Besatzung vertrieben worden waren. Wann die Familien dort wieder auszogen, ist nicht bekannt. Im Jahr 1932 war der Komplex schon überwiegend nicht mehr existent.
Nach 1930 übernahm die Stadt Koblenz das Gebiet. Schon zu dieser Zeit hatten sich Wohnungslose in den Festungsmauern niedergelassen. Verschiedene Pläne zur Umgestaltung des entfestigten Areals kamen nicht zur Ausführung. Während der NS-Zeit entstand auf dem Gelände ein Arbeitslager für ausländische Fremdarbeiter. Im Jahr 1938 wurden Sinti und Roma im Reduit interniert, sie wurden im gleichen Jahr nach Weißenfels abgeschoben, von wo sie kurze Zeit später wieder nach Koblenz in die Feste Franz zurückkamen. Im Jahr 1940 wurde auch die Familie von Daweli Reinhardt im Reduit interniert. Am 10. März 1943 wurden die Koblenzer Sinti und Roma in das Vernichtungslager Auschwitz-Birkenau deportiert, wo die meisten ermordet wurden. Daweli Reinhardt war einer der wenigen Überlebenden.
Im Zweiten Weltkrieg dienten die Hohlgänge der Feste den Koblenzern als Luftschutzräume zum Schutz vor den Luftangriffen auf Koblenz. Auf dem ersten Kasemattenblock war zum Schutz des Güterbahnhofs eine Flak aufgestellt. Am 28. Dezember 1944 schlägt eine Bombe in die Kommunikation zur Moselflesche ein und tötet 35 (?) Menschen.
Nach dem Krieg setzte sich der Trend fort, dass in der Feste Franz eines von mehreren Koblenzer Elendsvierteln entstand. Im Jahr 1950 lebten rund 200 Menschen auf diesem Areal, wobei jeder Familie etwa 30 m² zur Verfügung standen. Sanitäre Anlagen waren kaum vorhanden, ein Wasseranschluss fehlte vollständig. Dieses Viertel ließ die Stadt 1958/59 auflösen, nachdem die Bewohner in einen eigens zu diesem Zweck errichteten Wohnblock in den nahe gelegenen Mittelweiden umgesiedelt worden waren. Das Reduit wurde im Rahmen einer Pionierübung der Bundeswehr vom 19. bis 23. Januar 1959 gesprengt, um es unbewohnbar zu machen. Dies war eine Vorgabe der rheinland-pfälzischen Landesregierung zur Erlangung der Fördergelder für den neuen Wohnblock. Der Schutt blieb an Ort und Stelle liegen. Heute zeugen nur noch die beiden seitlichen Enden des halbkreisförmigen Bauwerks von seiner einstigen Größe. Verschont blieb dagegen die Kaponniere (Kehlturm) am Fuße des Petersbergs mit dem einzigen noch vollständig erhaltenen Festungsbackofen der gesamten Festung Koblenz, die Kommunikation zur Bubenheimer Flesche und das Haupttor mit der anschließenden Poterne.

### Sanierungsmaßnahmen

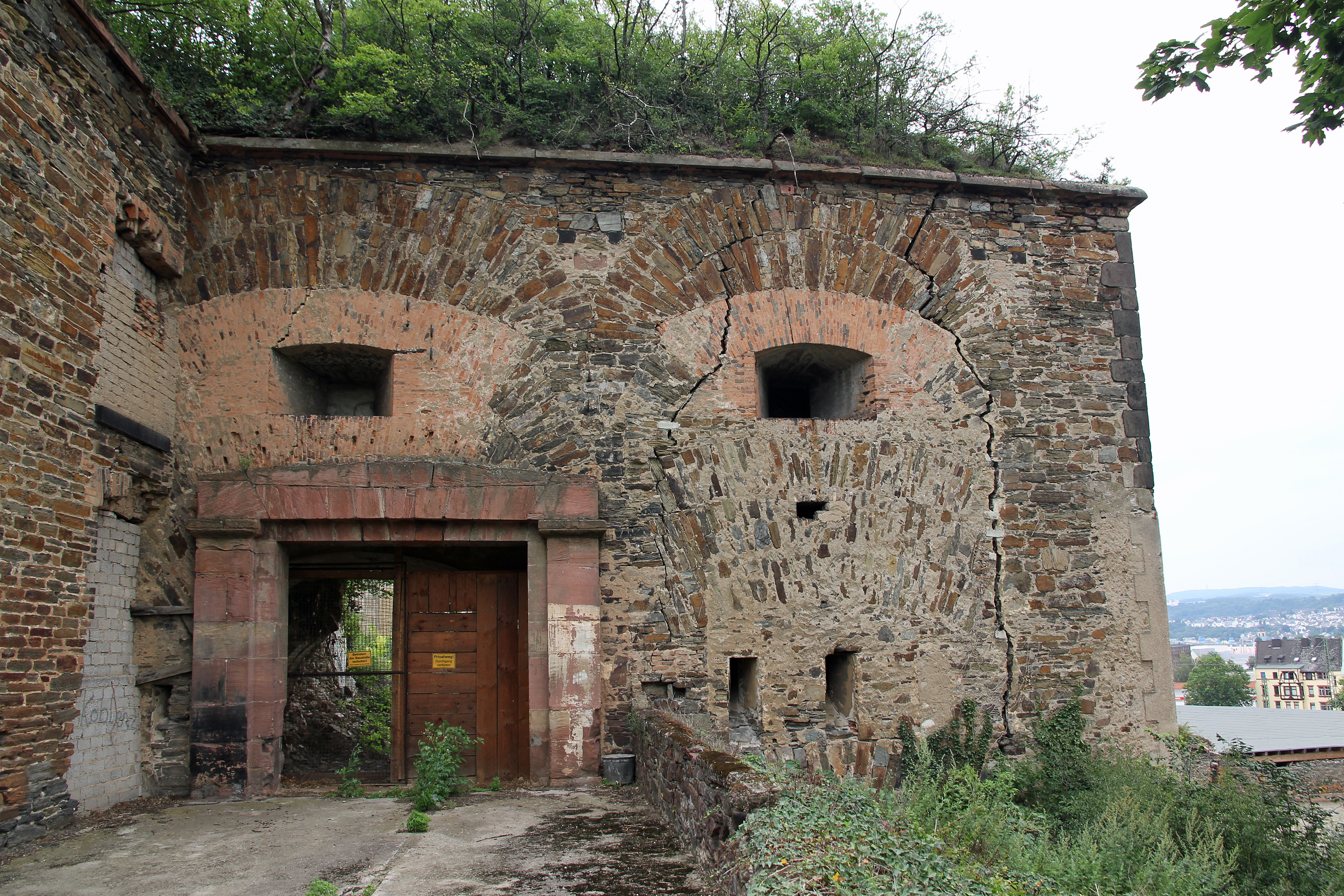
Südlicher Eingang in das Hauptreduit

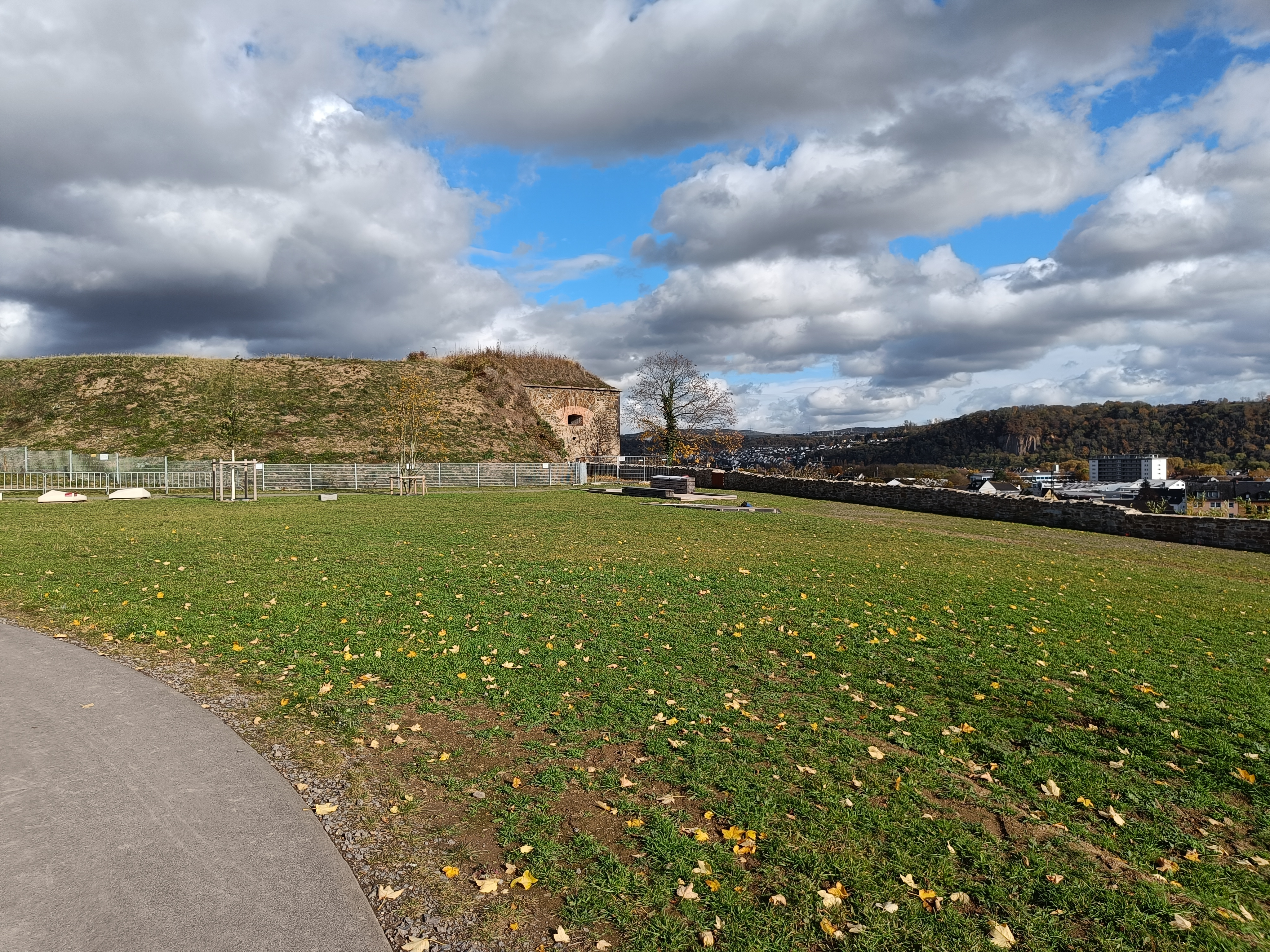
Heutiger Festungspark - Im hinteren, mittleren Bildbereich sieht man den südlichen Eingang in das Hauptreduit

Eine erste Initiative zur Sicherung der Festungsreste ergab sich aus dem Interesse an den Koblenzer Festungswerken Anfang bis Mitte der 1980er Jahre, welches durch die Bemühungen von Hans-Rudolf Neumann erweckt worden war. Im Rahmen einer ABM wurden 1984–1985 hauptsächlich Rodungsarbeiten u. a. im Bereich des Werkeingangs durchgeführt mit dem Ziel, den Bereich der ehemaligen Feste aus einer Brache in eine Parklandschaft zu verwandeln. Diese Arbeiten wurden jedoch bald eingestellt und weitere Pläne nicht umgesetzt.
Im Februar 1997 begannen engagierte und festungsinteressierte Bürger, die am 27. Juni 1997 den Förderverein Feste Kaiser Franz e. V. gründeten, mit ersten Aufräumarbeiten am Werkeingang. Diese Arbeiten wurden über zwei Jahre fortgeführt, wobei die Poterne geöffnet, entrümpelt und enttrümmert sowie der Vorplatz samt umliegendem Gelände von Grünzeug befreit wurde. Im Jahr 1999 konnte schließlich der Kehlturm der Feste übernommen werden, worauf der Verein seine Arbeiten, auch mangels Personal, hierhin verlagerte. In den anschließenden Jahren folgte die Begehbarmachung und Enttrümmerung des Bauwerks, die Öffnung und teilweise Freilegung des Innenhofs. Von 2001 bis 2004 wirkte die Bauhütte Koblenz am Kehlturm mit, die den Hof weiter frei legte, das Bankett des Turms von Grünzeug säuberte und weitere Arbeiten im Turm wie z. B. den Versuch einer Rekonstruktion einer Holzdecke im Eingangsbereich durchführte. Nach der Auflösung der Bauhütte konnte 2005 die Carmen gGmbH, eine Einrichtung der Caritas, die Arbeiten bis Ende 2010 weiter fortführen. Diese kümmerte sich hauptsächlich um den Erdabtrag auf dem Bankett zur Vorbereitung der Sanierungsmaßnahmen sowie u. a. um weitere Erdarbeiten im Innenhof des Reduits.
Ab 2006 wurde verstärkt an der Sicherung des Kehlturms gearbeitet. 2009 erhielten die Sanierungsarbeiten einen enormen Schub durch Fördergelder eines Programms des Bundes für die deutschen Welterbestätten. Bis Ende 2011 konnte ein Notdach auf dem Kehlturm errichtet, die darunter liegenden, stark geschädigten Gewölbe verpresst, ein Großteil der maroden Decken im ersten Stock ausgetauscht und der Untergrund im Bereich des Turms zusätzlich stabilisiert werden. Diese Maßnahmen wurden unter der Regie des Denkmalamtes der Stadt Koblenz durchgeführt. Der Verein hat daraufhin seine Arbeit auf den Bereich zwischen Werk- und Reduiteingang verlagert. Hier wurden weit reichende Grünschnittarbeiten durchgeführt, weitere Bereiche der Anlage enttrümmert, der ehemalige Trennungsgraben vor der Poterne bis in ca. zwei Meter Tiefe ausgehoben und darüber eine neue Stahlbrücke installiert. Im Poternenvorhof wurde zusätzlich noch ein neuer Bodenbelag aufgebracht, um weiteren Grünbewuchs zukünftig zu verhindern. Um die Anlage vor weiterem Vandalismus und illegaler Müllentsorgung zu sichern, hatte der Verein bereits 2009 eine neue Toranlage an der Auffahrt installieren lassen. Derzeit arbeitet er an der Sanierung der Kriegsbäckerei und des Festungsbackofens im Kehlturm.
Auf dem Plateau des Petersbergs, an der linken Kehlseite der Feste Kaiser Franz, errichtete die Stadt Koblenz zwischen 2018 und 2021 einen Festungspark. Nach der Sicherung und teilweisen Aufmauerung der während der Entfestigung 1921 reduzierten Kehlmauer wurde bei den anschließenden Planierungsarbeiten der nur teilweise zerstörte Kommunikationsgang zwischen Poterne und Reduit wiedergefunden. Dieser unterirdische Gang wurde 2020 in Teilen rekonstruiert, um ihn wieder vollständig begehbar zu machen. Bei den Baumaßnahmen kam das Kriegs-Pulvermagazin 3 zum Vorschein, das bei der Entfestigung nur unvollständig zerstört worden war. Das Magazin wurde gesichert, wobei der zerstörte Eingangsbereich wiederhergestellt und ein Treppenhaus zum Festungspark angelegt wurden. Seit September 2024 wird auf der linken Seite des Festungswerks ein Grabenabschnitt rekonstruiert und die Poterne saniert. Künftig soll über beide Bereiche der Zugang in den Festungspark möglich sein.

## System Feste Kaiser Franz

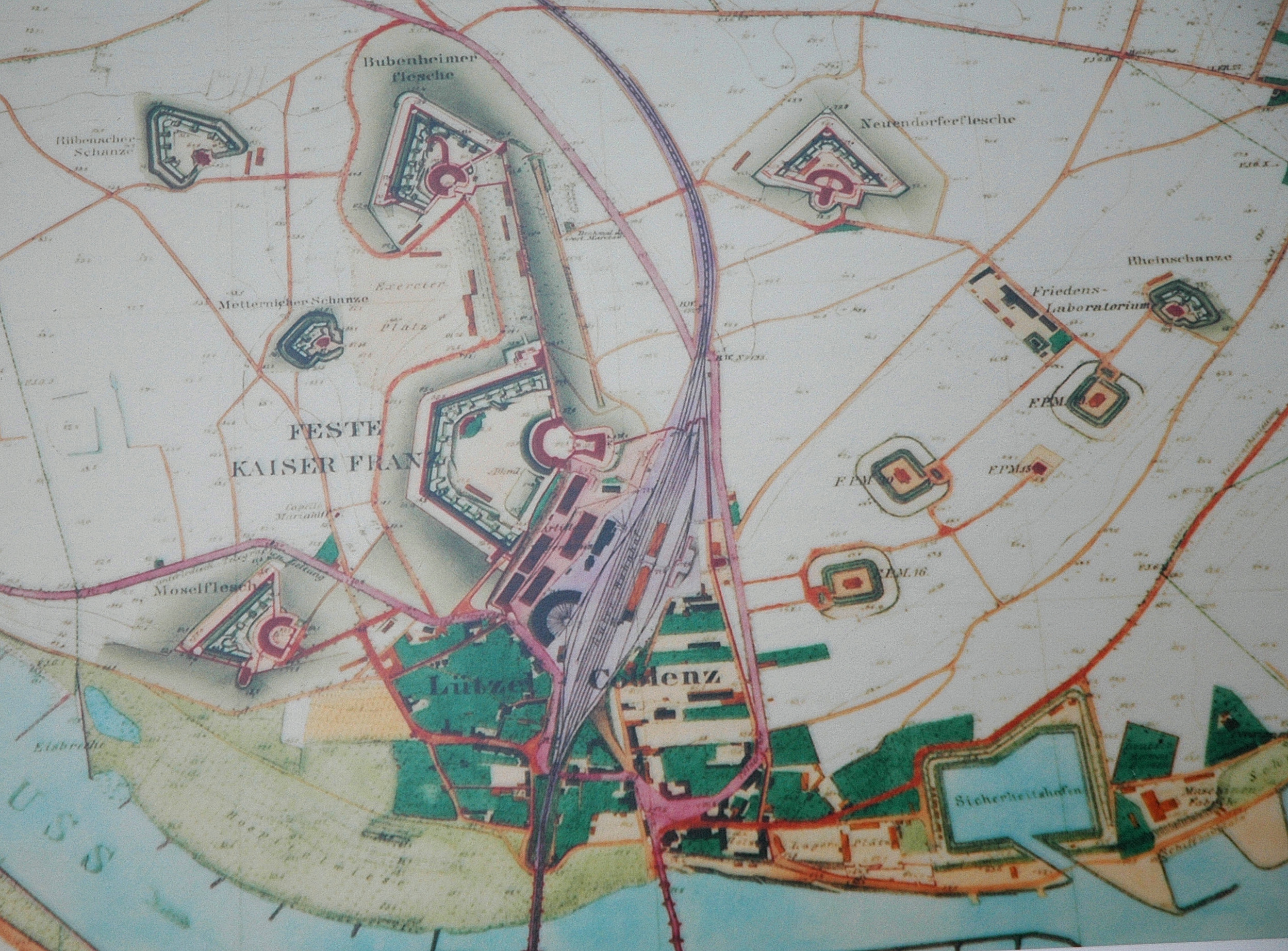
Das System Feste Kaiser Franz in den 1880er Jahren

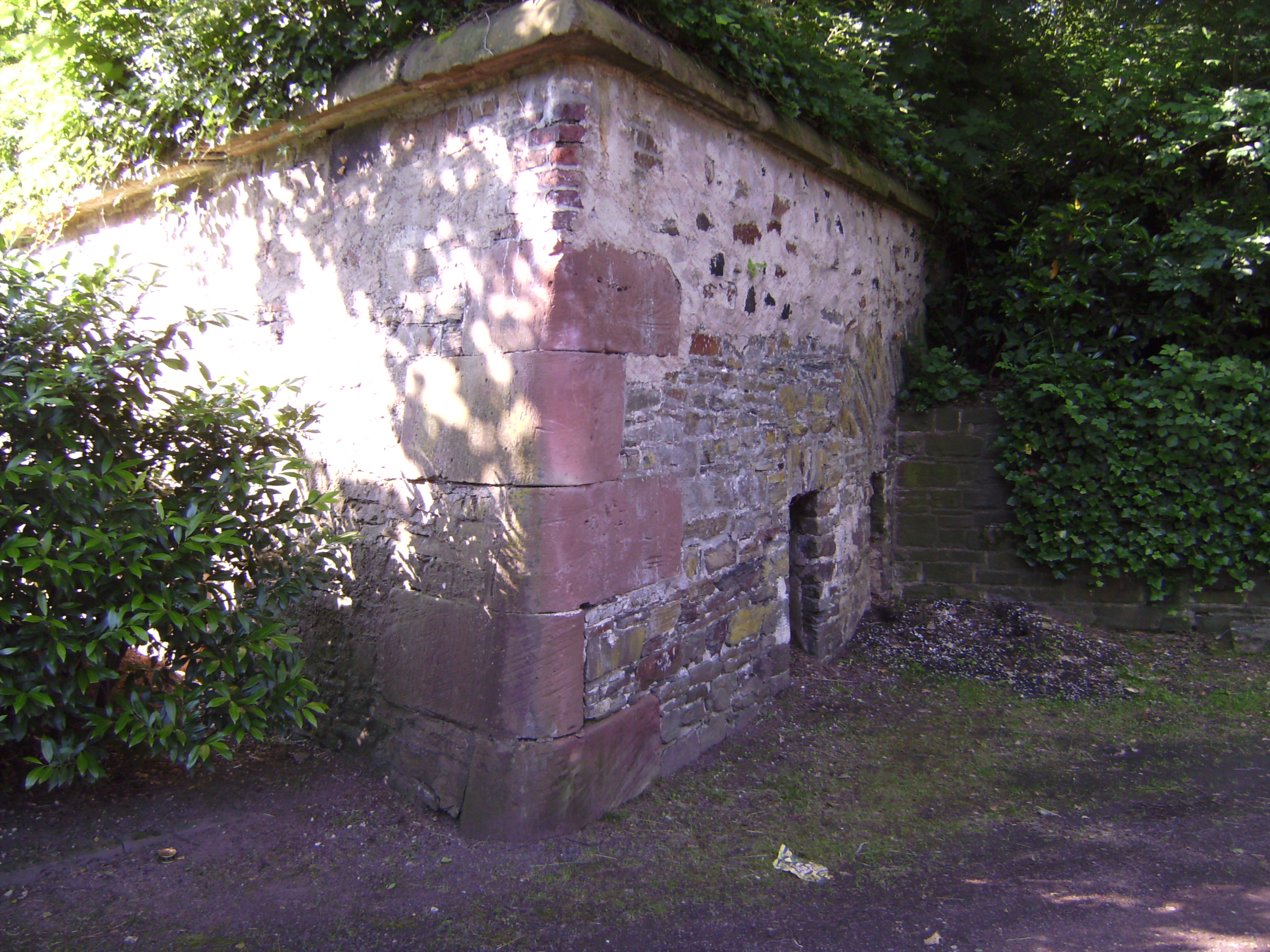
Eskarpemauer der Bubenheimer Flesche

Zu dem Hauptfestungswerk der Feste Kaiser Franz gehören weitere kleinere Festungswerke. Dieses detachierte Festungswerk trägt den Namen System Feste Kaiser Franz. Die wichtigsten Bauwerke der Gesamtanlage sind die Bubenheimer Flesche, die Metternicher Schanze, die Moselflesche, die Neuendorfer Flesche, die Rheinschanze und die Rübenacher Schanze. Hauptaufgabe des Systems war die Sicherung der hier vorbeiführenden Marschstraße sowie des Rhein- und Moselübergangs. Außerdem galt es, die Stadt Koblenz vor direktem Beschuss zu sichern. Die Werke Moselflesche und Bubenheimer Flesche waren durch Hohlgänge (Kommunikationen) mit der Feste Franz verbunden. Das System mit seinen zu diesem Zeitpunkt veralteten Festungen wurde 1890 schließlich aufgegeben; die Anlagen blieben aber vorerst unter militärischer Verwaltung. Die Neuendorfer Flesche, die Moselflesche und die Rheinschanze wurden eingeebnet und zum Teil überbaut. Die verbliebenen Werke wurden auf der Grundlage des Versailler Vertrages in der Zeit von September 1920 bis Juli 1922 in zwei Abschnitten entfestigt. Bis auf die Schanzen sind von allen Werken heute noch Reste vorhanden.
An der Errichtung des Systems Franz waren nachfolgende Ingenieur-Offiziere in der Aufbauphase bis etwa 1827 beteiligt:
- August Wilhelm Beyse
- Franz Xaver Cornely
- August Ewald
- Carl Roehmer
- Carl Simon (* etwa 1790 in Schlesien; † 24. Februar 1861), 1811 ins preußische Ingenieur-Korps gekommen, 1817–1820 in Koblenz, zuletzt Hauptmann und Kommandeur der 5. Pionier-Abteilung in Glogau, als Major 1836 verabschiedet.

### Bubenheimer Flesche

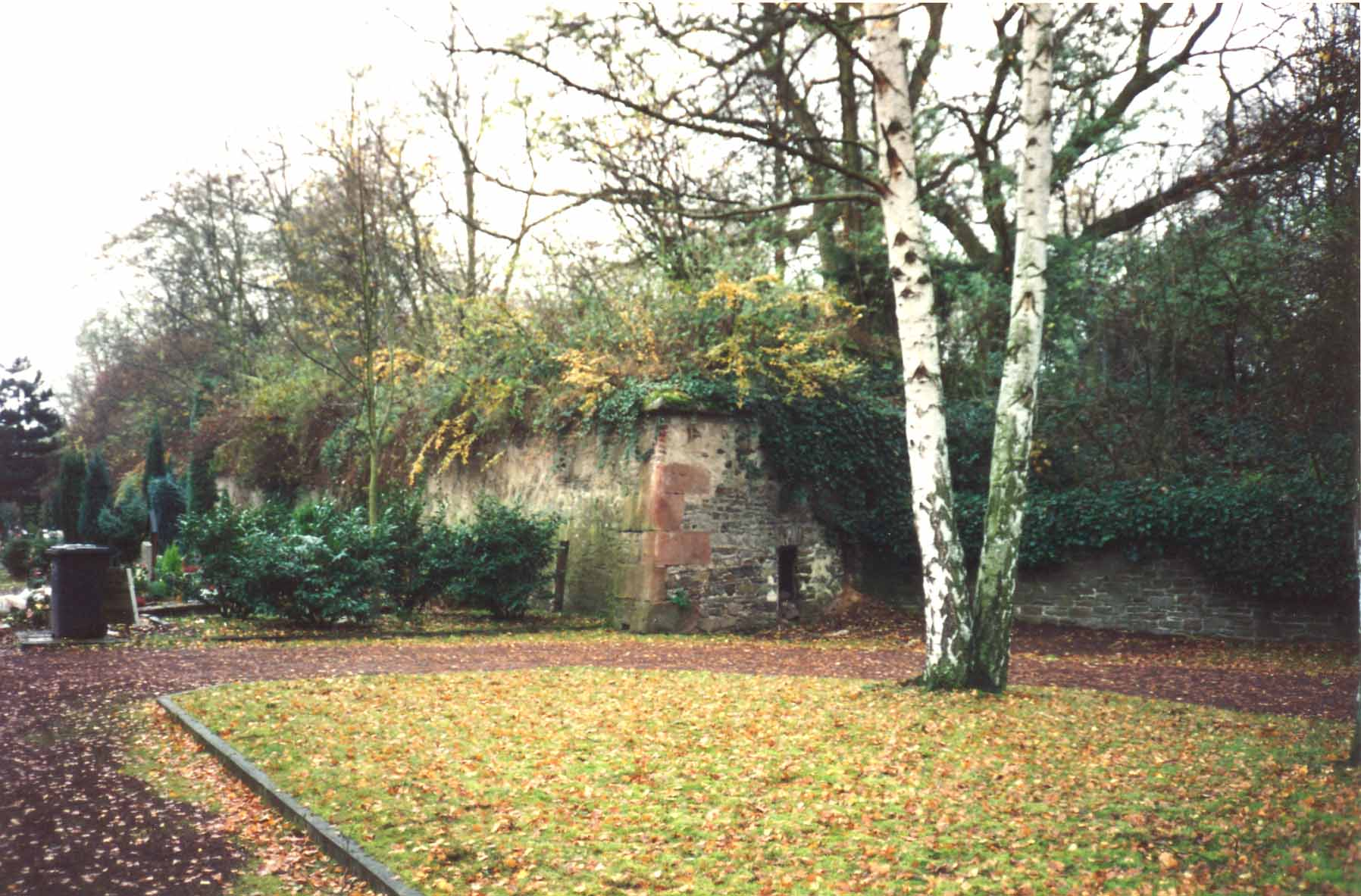
Reste der Escarpe der Bubenheimer Flesche

Die Bubenheimer Flesche wurde 1822 im heutigen Stadtteil Lützel errichtet. Sie ist nach dem benachbarten Stadtteil Bubenheim benannt. Mit einer Kommunikation wurde die Flesche mit dem Hauptfestungswerk verbunden. Nach ihrer Schleifung 1920 und der endgültigen Zerstörung 1969 sind nur noch Reste erhalten. Heute befindet sich an diesem Platz der Volkspark.

### Moselflesche

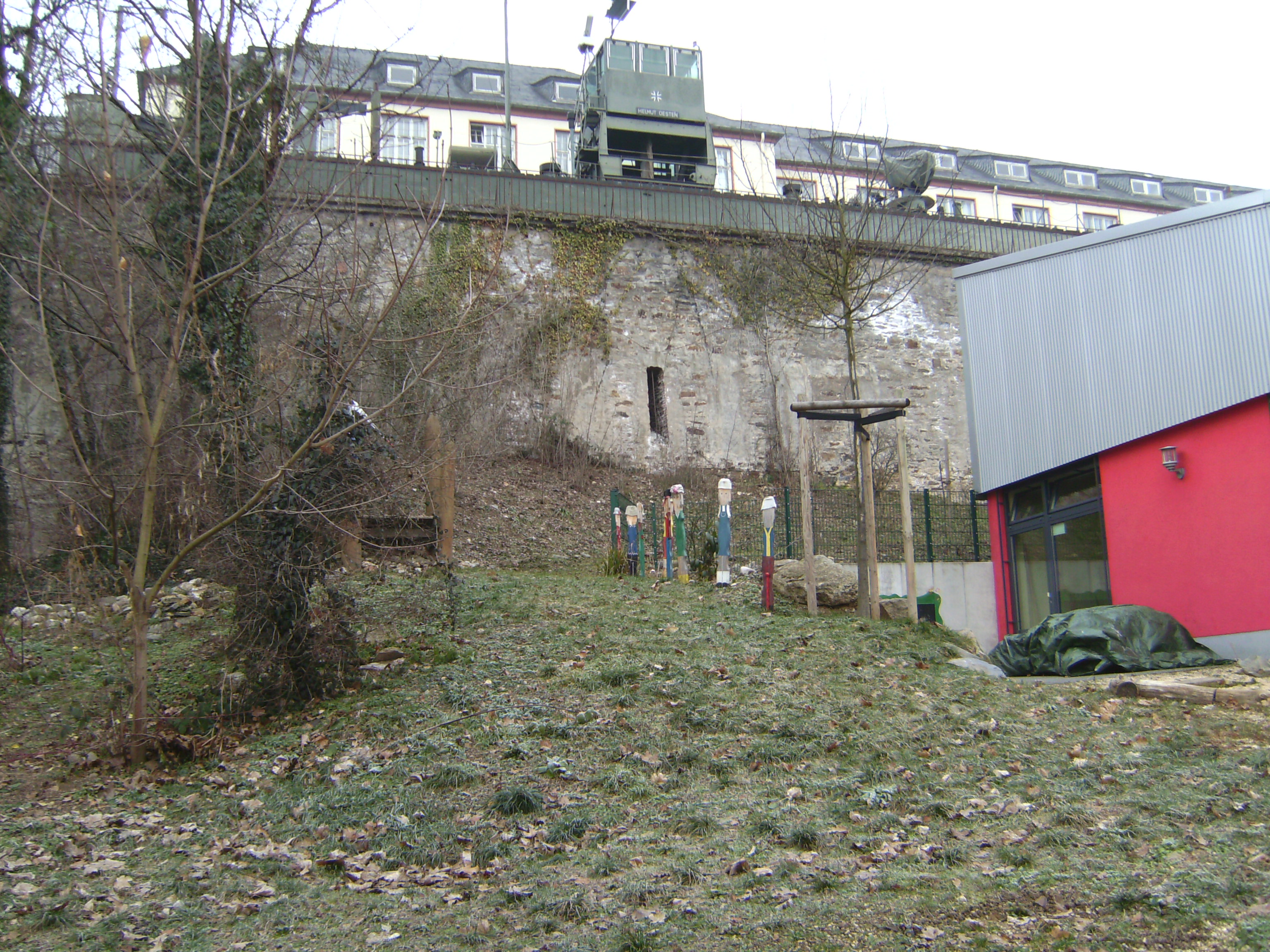
Moselseitige Flankenmauer der Moselflesche

Die Moselflesche befand sich im heutigen Stadtteil Lützel in der Nähe der Mosel westlich des Hauptportals der Festung Kaiser Franz und war diesem somit vorgelagert. Heute befindet sich an dem Ort die Langemarck-Kaserne. Fertiggestellt wurde sie im Jahr 1822. Nachdem 1903 die oberirdischen Festungswerke beseitigt wurden und nach der Schleifung des Systems 1922 sind nur noch kleine Reste der Flesche erhalten.

### Neuendorfer Flesche
Die Neuendorfer Flesche befand sich wie die anderen Fleschen im heutigen Stadtteil Lützel, benannt ist sie nach dem benachbarten Stadtteil Neuendorf. Sie wurde im Jahr 1825 fertiggestellt. Ihre Front war Richtung Norden gerichtet. Seit ihrer Schleifung im Jahr 1910 sind lediglich unterirdische Reste auf dem Gebiet der Rhein-Kaserne erhalten.

### Weitere militärische Einrichtungen des Systems Feste Kaiser Franz
Nach 1850 entstanden im Schutz des Systems Kaiser Franz einige militärische Einrichtungen wie z. B. der Güterbahnhof mit der Mauerumschließung von Lützel, das Friedens-Laboratorium im Neuendorfer Feld sowie das Artillerie-Depot in der Kehle der Feste Kaiser Franz.
Eine krenelierte Mauer schützte den neu entstandenen Güterbahnhof und den Ort Lützel-Koblenz. In diese waren insgesamt zwei Kaponnieren und ein Blockhaus integriert. Im Oktober 1889 wurde die Umschließung aufgegeben. Nachrichten über den Rückbau der Anlage gibt es allerdings nicht. Die letzten Reste sind heute in der Deichstraße sowie im Hof des Hauses Deichstraße 1 zu sehen.
Das ehemalige Friedens-Laboratorium entstand 1869/70. Es diente bis zu seiner Aufgabe nach 1889 der Munitionsproduktion, die in der Folgezeit in den eigens hierfür errichteten Gebäuden im Hof der Feste Kaiser Franz weitergeführt wurde. Nach dem erfolglosen Versuch, das Gelände zu verkaufen, wurde die ehemalige Anstalt 1908 mit Truppen belegt und erhielt in der Folge die Bezeichnung Infanterie-Kaserne Neuendorfer Feld. Die Kaserne wurde 1930 schließlich verkauft und musste einer Wohnbebauung weichen. Reste sind nicht vorhanden.
Das Artillerie-Depot in der Kehle der Feste Franz entstand nach 1867 mit dem Bau des ersten Wagenhauses (Nr. 9). Bis 1908 sollten fünf weitere Häuser folgen. Im Zweiten Weltkrieg wurden zwei Häuser sowie ein Dienstwohngebäude zerstört und nicht wieder aufgebaut. Die verbliebenen Gebäude übernahm nach 1969 die Bundeswehr, die hier die Standortverwaltung unterhielt. Das weitere Schicksal der Wagenhäuser bleibt ungewiss. Es steht zu befürchten, dass mit einer endgültigen Freigabe des Areals durch die Bundeswehr die Tage der Häuser gezählt sind. Damit wäre dieses in Koblenz einmalige Ensemble aus Depot und Festungswerk verloren.
Um das Pulver in Friedenszeiten sicher zu lagern, entstanden zunächst im Neuendorfer Feld mehrere Friedenspulvermagazine, die nach 1890 auf die Rübernacher Schanze bzw. die Bubenheimer Flesche verlegt wurden. Von diesen Pulvermagazinen sind keine Reste vorhanden.

## Bau
Die Feste Kaiser Franz ist ein Werk nach dem zur Erbauungszeit neu eingeführten Polygonalsystems, dessen Wall mit zwei stumpfen Winkeln nach Westen ausgerichtet war. Auf der Kehlseite im Osten liegt im ausspringenden Winkel am Berghang das halbkreisförmige Hauptreduit, das durch Mauern mit dem am Fuße des Petersberges gelegene Kehlreduit (Kehlturm) verbunden ist.
Das gesamte Festungsbauwerk war mit einem flachen begehbaren Erddach ausgestattet, dessen Entwässerung im sogenannten Kapellensystem mit Rinnen zwischen den Gewölbekappen funktionierte und das Wasser über Wasserspeier an den Fassaden abgeleitet wurde. Um 1850 wurde es durch das Dosdanierungssystem ersetzt, bei dem das Wasser in inversen Pyramiden (Dosdanen) gesammelt wurde und über Tropfschächte in den Trennwänden zwischen den Kasematten nach unten in die Erde geleitet wurde.

### Haupteingang

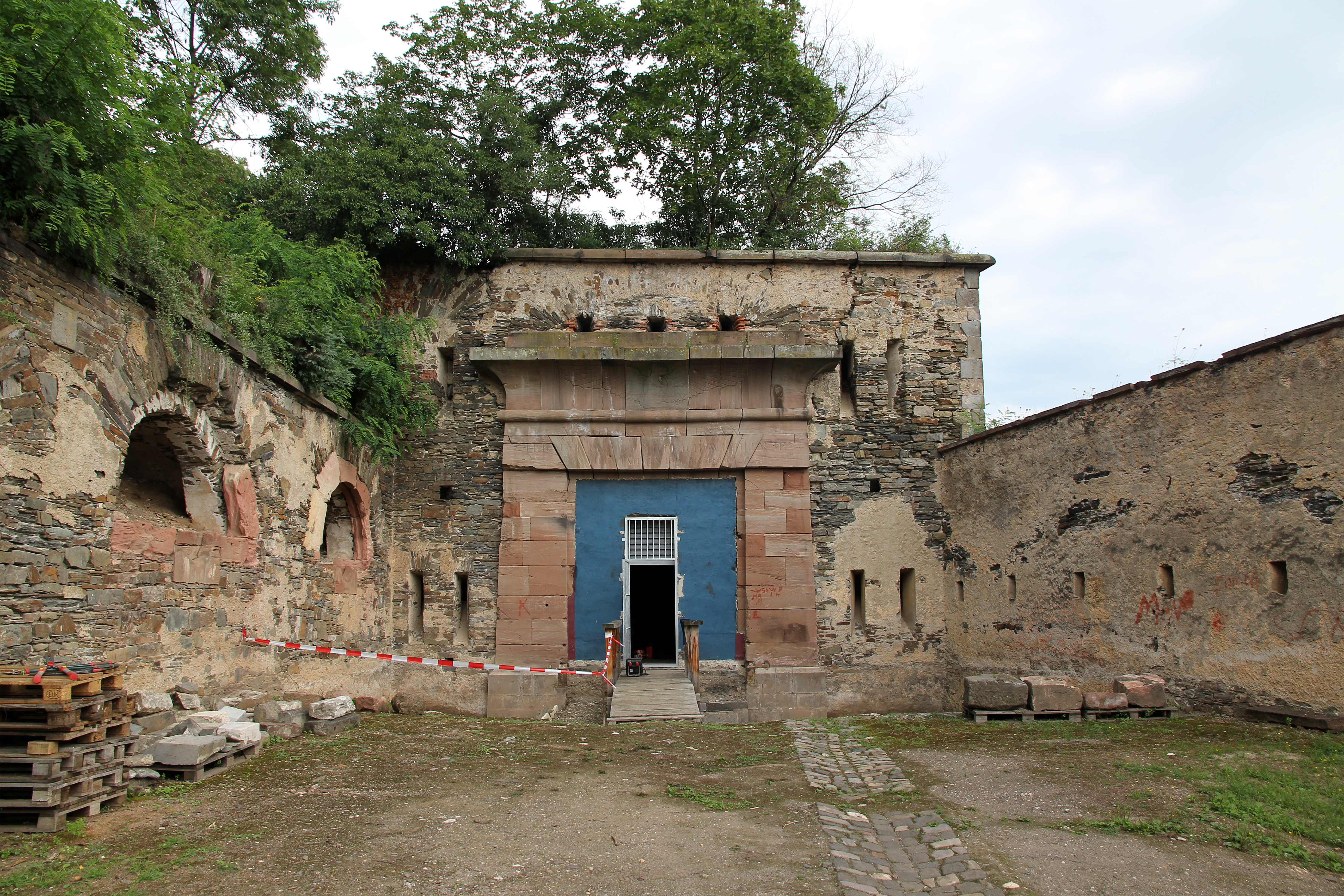
Haupteingang

Der Zugang zum Hauptportal erfolgte über eine mit zwei Wachen gesicherte Zufahrt, die im Süden im Kehlabschluss der linken Flanke zum Haupteingang führt. Hier ist die Stirnmauer der Grabenwehr des ehemaligen Hauptgrabens mit halbkreisförmigen Öffnungen und gegenüberliegend die krenelierte Mauer auf der Hangseite erhalten. Der Eingang an der Eskarpenmauer zur dahinter liegenden Poterne wird von einer monumentalen Blende eingefasst, bei der Lisenen einen hohen Architrav tragen. Ein Flachrelief mit darüber ausschwingender Kehle zeigt einen preußischen Adler mit ausgebreiteten Flügeln, darunter ist der folgenden Text eingemeißelt:
„Veste Kaiser Franz / erbaut unter Friedrich Wilhelm III / in den Jahren 1817–1820“
Am Poternenvorhof kann man noch heute in die ehemalige Zufahrt des zur Grabenwehr des Frontgrabens führenden Hohlgangs sehen. Am anderen Ende der Poterne führt ein weiteres Tor durch den erhaltenen südlichen Kopfbau des Hauptreduits in den Innenhof.

### Werkhof
Der Innenhof der Feste Kaiser Franz wird Werkhof genannt. Dieser war vermutlich zunächst bis auf eine Mörserbatterie im rechten Frontwinkel unbebaut. Diese auf Lazare Nicolas Marguerite Carnot zurückgehende Steilfeuerbatterie bestand aus zwei Mörserkasematten, die in zwei ausspringenden Winkel von etwa 150° beieinanderstanden. Mit diesem Geschütz war es möglich das Glacis zu beschießen und damit eine Offensive der Festungsbesatzung vorzubereiten. Über die Nutzung der Gebäude nach der Aufgabe der Festung Koblenz ist nichts bekannt. Die Kasematten überstanden die Schleifung nach dem Ersten Weltkrieg als auch die Zerstörungen im Zweiten Weltkrieg. Heute befindet sich an ihrem ehemaligen Standort ein Sportplatz. Wahrscheinlich wurden die Kasematten beim Bau dieses Platzes beseitigt.
Auf der linken Seite des Werkhofs befand sich die Brunnenanlage der Festung. Das gusseiserne Brunnenhaus der Anlage wurde vor 1823 nach Plänen von Ferdinand Nebel in der Sayner Hütte im neugotischen Stil erschaffen.
Im Werkhof der Feste befand sich außerdem das provisorische Grab des französischen Generals Lazare Hoche. Die Feste Franz wurde quasi um Das Grab des 1797 verstorbenen Generals herumgebaut, wobei das Grab selbst unberührt blieb. Nach dem Ersten Weltkrieg verlegte die französische Arme den Leichnam zusammen mit der Grabplatte nach Weißenthurm in das 1797 begonnene Monument General Hoche. Die schwarze Grabplatte trug die eingravierte Inschrift „Général Hoche“.

### Hauptreduit

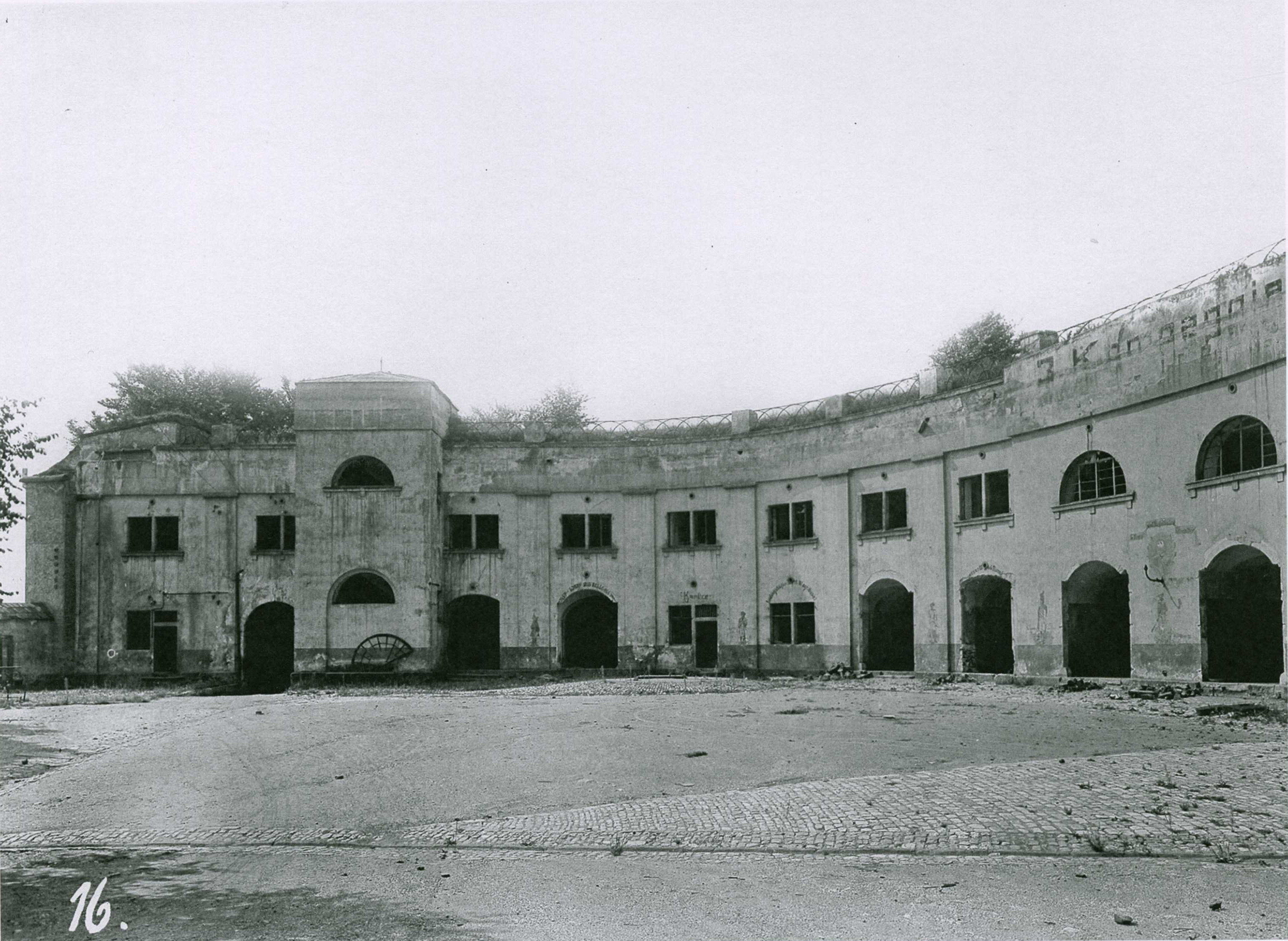
Innenseite des Hauptreduits um 1920

Das halbkreisförmige Reduit – also der innere verstärkte Verteidigungsbau – befindet sich auf der Ostseite der Feste am Bergabhang des Petersbergs. Es ist aus der Mittelachse der Festung leicht nach links gedreht. Auf der Kehlseite hat das Bogenreduit einen Durchmesser von etwa 80 Metern. In der Kehle am Fuß des Abhangs schließt sich der Kehlturm (auch Kehlreduit) an, der über Treppen mit dem Hauptreduit verbunden war. Westlich des Bogenreduits befand sich der Werkhof. Der Bau wurde vermutlich im Jahr 1818 begonnen und bereits 1819 fertiggestellt. Das Bauwerk bestand aus zwei Stockwerken mit jeweils 18 Kasematten, die über zwei Treppenhäuser, eines am südlichen und am eines nördlichen Ende verbunden waren.
Die folgende Darstellung beschreibt das Hauptreduit etwa im Jahr 1834. Die Nummerierung der 18 Kasematten ist im Uhrzeigersinn von links nach rechts zu verstehen.
Auf der Feldseite im ersten Geschoss haben die Kasematten 1, 5, 6, 8, 11, 13, 14, 16 und 17 je drei Gewehrscharten und die Kasematten 3, 4, 7, 9, 10, 12 und 15 je eine Geschützscharte. Die Kasematte 18 hat im ersten Geschoss sowohl eine Geschütz- als auch eine Gewehrscharte und auf der östlichen Seite (der Kehlseite) eine weitere Geschützscharte. Die Kasematte 1 hat auf der Ostseite 4 Gewehrschachten. Seit 1834/35 befand sich der Eingang des Hauptreduits im Kasemattenblock 2, vorher war dieser im ersten Block. Zum Werkhof hin hatte der rechteckige Zugang eine Blende aus dorisierenden Pilastern und Architrave mit flachem Giebelabschluss. Die Kasematten im zweiten Geschoss hatten je eine Geschützscharte, nur die Kasematte 18 hatte zudem noch eine Gewehrscharte.
Auf der Innenhofseite besaß das Bauwerk ein Sockelgesims, auf dem sich dorisierende Pilaster befanden, die ein Gebälk trugen. Zwischen den Kasemattenabschnitten 2 und 3 sowie 16 und 17 traten jeweils die rechteckigen Treppentürme aus der Flucht hervor. Diese beiden Türme sind höher als die restliche Hofwand. Sie werden von Gebälk und einem flachen Pyramidendach abgeschlossen. Im Untergeschoss zum Hof hin haben sie eine Bogenblende mit Lünettenfenstern und im Obergeschoss haben die Türme zum Hof hin Fenster in Halbkreisform und auf den Schmalseiten jeweils zwei übereinanderliegende Rechteckfenster. Im Untergeschoss befanden sich in den Kasematten 2, 4, 7, 9, 10, 12, 15 und 18 rundbogige Hoftore. Die Kasematten 1, 3, 5, 14, 16 und 17 konnten vom Innenhof über rechteckige Eingänge betreten werden, neben diesen Eingängen befanden sich Rechteckfenster. Die restlichen Kasematten des Erdgeschosses und alle des oberen Geschosses mit Ausnahme der Kasematten 9 und 10 hatten rechteckige Zwillingsfenster. Im Scheitel über den Fenstern befand sich eine runde Belüftungsöffnung.
Im Hof etwa im Abschnitt 7 befand sich ein Brunnen. Zwischen Hauptreduit und dem Kehlreduit verliefen krenelierte Mauern.

### Kehlturm

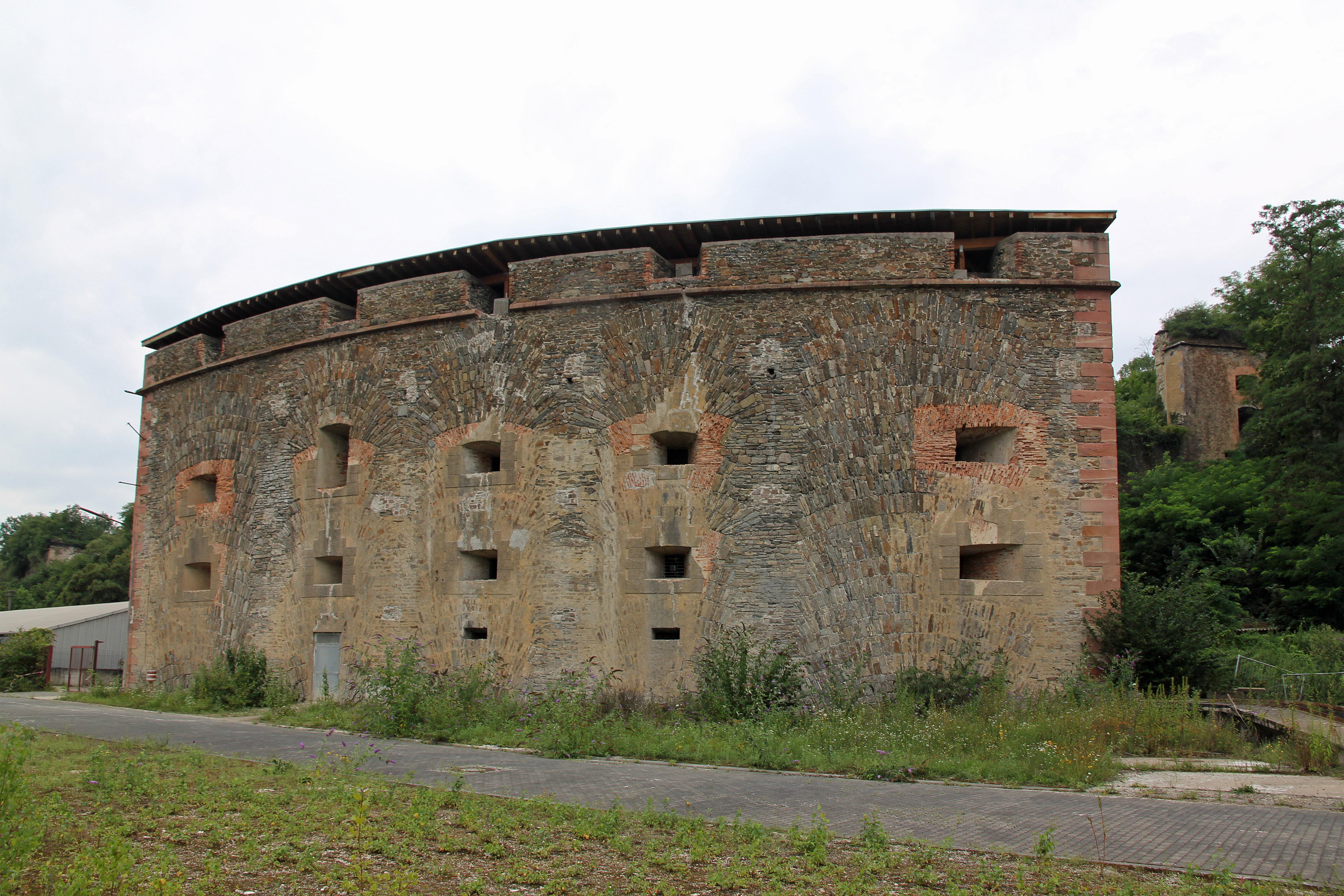
Kehlturm

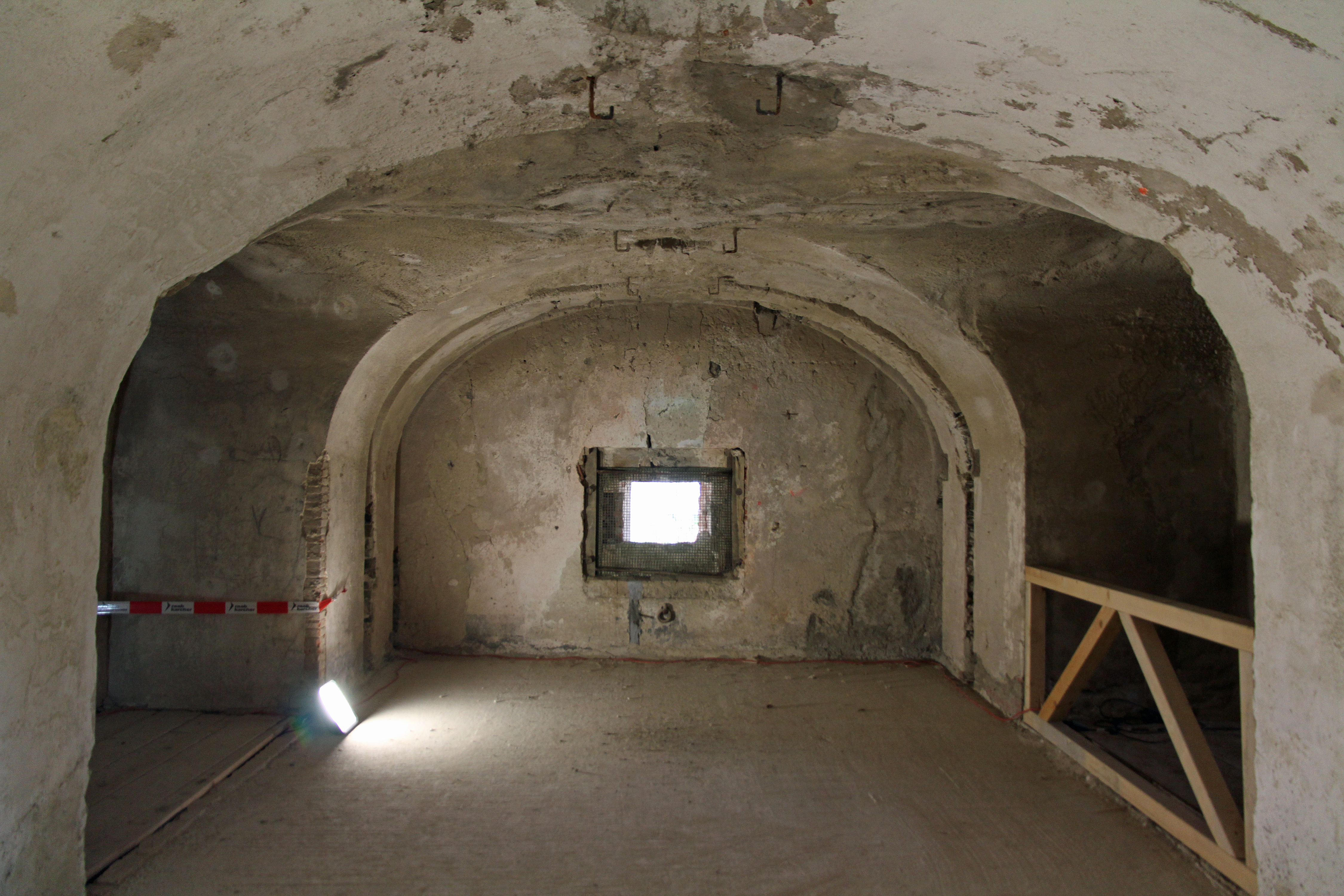
Kasematte für die Kanonen im Obergeschoss des Kehlturms

Die Sicherung der Kehle übernimmt eine Kaponniere auf trapezförmigen Grundriss am Fuße des Petersbergs in Form eines zu drei Seiten freistehenden Turms mit nach Osten leicht segmentbogig gebogener Stirnwand, der über eine Treppenanlage im Innenhof mit den Reduit verbunden ist. Von hier aus konnte man auch ursprünglich durch eine große Türöffnung in das Kriegspulvermagazin I unter dem Reduithof gelangen.
Der dreigeschossige Kehlturm aus Grauwacke, mit einem Innenhof ab dem zweiten Geschoss, ist mit leicht ausknickenden ein- bzw. zweigeschossigen Flanken am Steilhang verbunden. Nach oben schließt er mit einem schlichten Gesims aus rotem Sandstein und einer attikaartigen Zinnenbrüstung ab. Die Ecken sind ebenfalls aus rotem Sandstein ausgezackt und die Umrandung der Scharten in Backstein gemauert. Die Anordnung der Kanonenscharten entspricht der Aufteilung im Inneren. In den beiden oberen Geschossen gibt es je vier Kasematten mit Tonnengewölbe. An der Außenwand gibt es zwei tiefe Falzungen zur Einbringung einer Balkenwand, die vor Beschuss schützen sollte. Das Erdgeschoss ist ohne Scharten ausgestattet und nicht gewölbt, aber mit kleinen Luftöffnungen ausgestattet. Hier befindet sich die 1828 eingerichtete Kriegsbäckerei, mit einem bis heute erhaltenen Backofen im hinteren westlichen Raum der südlichen Flanke. Der hier ebenfalls installierte Brunnen ist nicht mehr erhalten.
Die einzelnen Geschosse sind über eine zentrale geradeläufige Treppe verbunden, die vom Erd- zum ersten Obergeschoss nicht erhalten ist und heute im Innenhof endet. Die Kasematten besitzen auf der Innenseite zum Hof große Rundbogentüren mit flankierenden Rechteckfenstern, so dass sich die Form einer Serliana ergibt. Der Dachbereich des Kehlturms ist mit dem Hof in Höhe des darunter liegenden Pulvermagazins des Hauptreduits über eine zweiarmige Treppenanlage mit halbzylindrischem Kehrpodest verbunden.

### Kriegsbäckerei

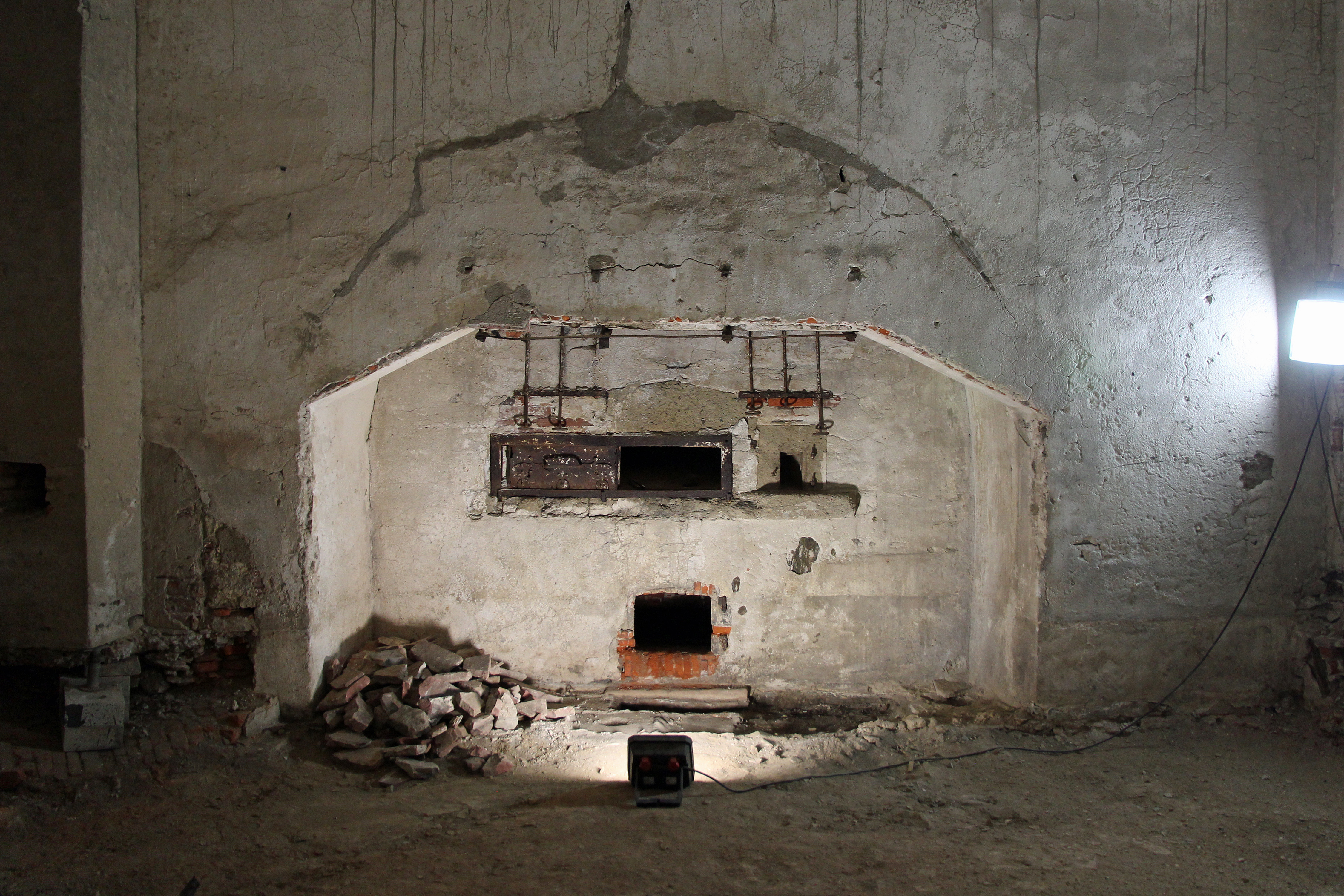
Backofen im Kehlturm

1828 richtete das preußische Militär im Untergeschoss des Kehlturms eine Kriegsbäckerei mit einem Backofen ein, die die Garnisonsbäckerei im Falle einer Belagerung unterstützen sollte. Weitere Kriegsbäckereien entstanden im Fort Großfürst Konstantin und in der Rheinanschlusskaserne. In letzterer hatte der Ingenieur-Leutnant August Wilhelm Beise 1827 einen von ihm konstruierten Backofen bauen lassen, der vermutlich als Vorbild für die Anlage in der Feste Kaiser Franz diente. Der dortige Backofen ist heute der einzige noch erhaltene der gesamten Festung Koblenz und Ehrenbreitstein.
Der ca. 4,5 m tiefe und ca. 3,9 m breite, birnenförmig angelegte Herd des Backofens ist mit Tuffsteinplatten aus Bell ausgekleidet. Die Herdsohle steigt von dem sogenannten Mundloch, einer verschließbaren Öffnung an der Front des Ofens, bis zur Rückseite um ca. 6° an. Mit dieser leichten Steigung sollte der Luftzug im Ofen gefördert werden. Die einströmende Luft wurde durch sechs im hinteren Halbkreis angeordnete Züge aus der Brennkammer abgeleitet und über den Herd zurück in einen Rauchfang befördert, der in einen Kamin mündet. Zur Erhöhung des Luftzugs konnte der Rauchfang ebenfalls geschlossen werden. Mit dieser Konstruktion wurde der Herd gleichmäßig heiß, sodass das Brot einheitlich ausbacken konnte.
Die Luftzufuhr wurde über das Mundloch geregelt, das über einen seitlich auf drei Rollen laufenden Metallschieber verschließbar war. Zur Isolierung war der aus zwei parallelen Metallplatten bestehende Schieber mit Asche gefüllt. Die sechs Rauchzüge konnten ebenfalls mit Schiebern verschlossen werden. Die Konstruktion ist heute, bedingt durch die jahrzehntelange hohe Belastung durch Feuchtigkeit im Kehlturm, stark verrostet. Ein Lichtloch rechts neben dem Mundloch diente zur Kontrolle beim Anheizen und des Backfortschrittes.
Der Raum vor dem Backofen diente wahrscheinlich als Backstube. Ein Kessel zum Erhitzen des Backwassers befand sich links in der Ecke der Backstube neben dem Ofen. Als einziger Raum im Untergeschoss verfügte die Backstube über ein Fenster, um die beim Backen entstehende Feuchtigkeit nach außen ableiten zu können. Unterhalb des Fensters ist zudem eine kleine Öffnung in der Außenwand, über die kleinere Abfälle und das Wischwasser in den Graben um den Turm entsorgt werden konnten. Der Boden in der Backstube war mit Buntsandsteinplatten ausgelegt, um das Faulen und mögliche Brände eines Holzbodens zu vermeiden.
In dem Ofenvorraum wurde vermutlich der Brotteig zubereitet, der anschließend zum Gehen in den Raum über dem Ofen (die Küche der Feste Kaiser Franz) abgestellt wurde. Nach dem Gehen des Sauerteigs wurden die Portionen (ca. 250 Stück) abgeteilt und innerhalb einer Viertelstunde von dem sogenannten „Schießer“ in den aufgeheizten Ofen „eingeschossen“. Nach einer Backzeit von etwa zwei Stunden zog der „Schießer“ die ausgebackenen Brote innerhalb einer weiteren Viertelstunde aus dem Backofen. Um Magenverstimmungen bei den Soldaten zu vermeiden, mussten die Brote die nächsten 24 Stunden in der Brotkammer lagern. Der Backofen wurde gegebenenfalls nochmal nachgeheizt, um anschließend eine weitere Ladung Brote zu backen. Auf diesem Weg konnten ca. 1 000 Brote am Tag gebacken werden, im Kriegsfall sogar bis zu 1 500 Brote.
Neben Backofen und Backstube wurden noch weitere Räume im Untergeschoss für die Kriegsbäckerei genutzt. Unmittelbar an die Backstube anschließend befand sich die Mehlkammer und einen Raum weiter ein Brunnen für die Wasserversorgung. Kohlen und Holz wurden in den Räumen rechts vom Backofen gelagert. Die gesamte rechte Seite des Kehlturmuntergeschosses diente als Brotkammer.

### Kommunikationen
Die Feste Kaiser Franz war über zwei Kommunikationen mit der benachbarten Moselflesche und der Bubenheimer Flesche verbunden. Letztere ist vom Nordende des Hauptreduit auf der 300 m langen Strecke zur zerstörten Bubenheimer Flesche in großen Teilen erhalten.

## Denkmalschutz
Die Feste Kaiser Franz ist ein geschütztes Kulturdenkmal nach dem Denkmalschutzgesetz (DSchG) und in der Denkmalliste des Landes Rheinland-Pfalz eingetragen. Sie liegt in Koblenz-Lützel in der Denkmalzone Feste Kaiser Franz.
Seit 2002 ist die Feste Kaiser Franz Teil des UNESCO-Welterbes Oberes Mittelrheintal.